# Маґнус Маґнуссон (стронгмен)
Маґнус Маґнуссон (ісл. Magnús Magnússon, нар. Ісландія) — ісландський стронгмен, переможець змагання Найсильніша Людина Ісландії 2002. У 2002 та 2005 роках брав участь у змаганні Найсильніший Вікінґ Ісландії та показував доволі непогані скутки. Окрім цього має брата - Бенедикта Маґнуссона, який теж стронгмен.